# Jean-Marie Cheffert
Jean-Marie Cheffert (Ciney, 29 juli 1958) is een Belgisch politicus van de MR.

## Levensloop
Van beroep is Cheffert advocaat. 
Hij begon zijn politieke carrière in 1983 als gemeenteraadslid van Ciney, een mandaat dat hij nog steeds uitoefent. Van 1989 tot 1994 was hij er ook schepen en van 1995 tot 2006 en van 2012 tot 2018 was hij burgemeester van de gemeente.
Ook is hij sinds 2012 provincieraadslid van Namen, een mandaat dat hij eerder ook uitoefende van 1987 tot 1994 en van 2000 tot 2004. Van 1991 tot 1994 en van 2000 tot 2004 was hij ondervoorzitter van de provincieraad. Van 2004 tot 2007 zetelde hij in de Senaat als rechtstreeks verkozen senator.